# LQ-Regler
Der LQ-Regler bzw. linear-quadratischer Regler, auch Riccati-Regler genannt, ist ein Zustandsregler für ein lineares dynamisches System, dessen Rückführmatrix über die Minimierung eines quadratischen Kostenfunktionals ermittelt wird. Seine Synthese ist somit ein Teilproblem der optimalen Regelung.

## Allgemein
Ein übliches Verfahren für die Auslegung eines Zustandsreglers ist die Polplatzierung. Dabei werden die Eigenwerte des geschlossenen Kreises und somit dessen Dynamik gezielt vorgegeben. Die Nachteile dieses Verfahrens liegen darin, dass die Güte einzelner Zustände nicht in den Vordergrund gestellt und Stellgrößenbegrenzungen sowie der Stellaufwand nur indirekt berücksichtigt werden können. Beides ist jedoch in der praktischen Anwendung oft gewünscht und wird durch den LQ-Regler ermöglicht.
Dazu wird für einen finiten Zeithorizont {\displaystyle T} ein Gütefunktional folgender Form vorausgesetzt:
{\displaystyle J(u,x_{0})={\frac {1}{2}}x(T)^{\top }\mathbf {S} x(T)+{\frac {1}{2}}\int \limits _{0}^{T}x(t)^{\top }\mathbf {Q} x(t)+u(t)^{\top }\mathbf {R} u(t)\ dt}
Die Zustände und Stellgrößen gehen jeweils quadratisch ein. Mit den Gewichtungsmatrizen {\displaystyle \mathbf {S} }, {\displaystyle \mathbf {Q} } und {\displaystyle \mathbf {R} } werden die Zustandsendwerte sowie die Zustands- und Stellgrößentrajektorien priorisiert.

## Bedeutung der Gewichtungsmatrizen
{\displaystyle \mathbf {Q} }: Mit den Diagonalelementen dieser quadratischen Matrix kann die Geschwindigkeit, mit der die einzelnen Zustände gegen Null getrieben werden, bestimmt werden. Die anderen Matrixelemente erlauben keine direkte Interpretation ihrer Wirkung auf das Systemverhalten und werden deshalb in der Regel zu Null gewählt. Eine zusätzliche Bedingung ist, dass {\displaystyle (\mathbf {A} ,\mathbf {Q} )} beobachtbar sein muss, was durch Besetzung aller Diagonalelemente mit Werten größer Null erreicht werden kann (positiv definit Matrix).
{\displaystyle \mathbf {R} }: Besitzt das System nur einen Eingang, so ist {\displaystyle \mathbf {R} } ein Skalar, ansonsten eine symmetrische Matrix. In der Praxis wird oft auf diagonale Matrizen zurückgegriffen. Je größer in diesem Fall die Diagonalelemente gewählt werden, desto kleiner werden die Stellgrößen gehalten und desto langsamer wird die Regelung. Aufgrund der nötigen Invertierung muss {\displaystyle \mathbf {R} } positiv definit sein (die Diagonalelemente müssen größer als Null sein).
{\displaystyle \mathbf {S} }: Diese Matrix ist wiederum quadratisch und positiv semidefinit. Sie dient bei Betrachtung eines finiten Zeithorizonts zur Minimierung der Endwerte der Zustände, falls die Zeit nicht ausreicht, um die Zustände auf Null zu treiben. Bei Betrachtung eines infiniten Zeithorizonts entfällt diese Gewichtung, da die Zustände für {\displaystyle t\to \infty } gegen Null streben müssen, da ansonsten das Integral nicht konvergieren würde.
Zusätzlich kann der Integrand im Sinne der ersten binomischen Formel um die gekoppelte Bedingung {\displaystyle 2x(t)^{\top }\mathbf {N} u(t)} erweitert werden.
Es kann also durch den Ingenieur für jeden Zustand und jeden Stelleingang separat eingestellt werden mit welcher Wichtigkeit er gegen Null getrieben bzw. klein gehalten werden soll. Obwohl bei der Lösung des Problems ein Regler entsteht, der die Güteanforderung optimal erfüllt, obliegt es also weiterhin dem Entwickler durch die Wahl der Matrixelemente die Feineinstellung zu seiner Zufriedenheit vorzunehmen. Somit bleibt auch die Auslegung des LQ-Reglers in aller Regel ein iterativer Prozess.

## Reglersynthese
Basis der Betrachtung ist ein lineares zeitinvariantes System:
{\displaystyle {\dot {x}}=\mathbf {A} x+\mathbf {B} u}
Zur Lösung des Problems muss das Güteintegral gelöst werden, was relativ leicht durch partielle Integration möglich ist. Dabei werden die Systemzustände {\displaystyle x(t)} mit dem Anfangszustand und der Matrixexponente zu {\displaystyle x_{0}\ e^{\mathbf {A} t}} sowie der Stelleingang {\displaystyle u} mit den über die Reglermatrix rückgekoppelten Zuständen zu {\displaystyle -\mathbf {K} ^{\top }x(t)} ersetzt. Die Integration führt zunächst zur Ljapunow-Gleichung, in welcher abschließend noch die Reglermatrix ersetzt werden muss. Da die integrierte Kostenfunktion quadratisch ist, besitzt sie genau ein globales Minimum an der Stelle, an der die Ableitung nach den Reglerkoeffizienten Null ist. Diese Ableitung ausgeführt und umgeformt ergibt für den Fall des infiniten Zeithorizonts abschließend die algebraische Riccati-Gleichung:
{\displaystyle \mathbf {PA+A^{\top }P-PBR^{-1}B^{\top }P+Q} =0}
Nach {\displaystyle \mathbf {P} } aufgelöst gelangt man nun zur optimalen LQ-Reglermatrix:
{\displaystyle \mathbf {K=R^{-1}B^{\top }P} }.
Für den Fall des finiten Zeithorizonts {\displaystyle T} sind {\displaystyle \mathbf {P} } und somit auch die entstehende Reglermatrix zeitabhängig und die algebraische Riccati-Gleichung wird zur Riccati-Differentialgleichung:
{\displaystyle \mathbf {-P(t)A-A^{\top }P(t)+P(t)BR^{-1}B^{\top }P(t)-Q={\dot {P}}(t)} }      mit {\displaystyle \mathbf {P} (T)=\mathbf {S} }